# Geneseo (New York)
Pour les articles homonymes, voir Geneseo.
Ne doit pas être confondu avec Geneseo (village, New York).
La ville de Geneseo (en anglais [ˌdʒɛnɨˈsiːoʊ]) est une ville du comté de Livingston, dans l’État de New York, aux États-Unis. Chef-lieu du comté de Livingston, sa population s’élevait à 10 483 habitants lors du recensement de 2010, estimée à 10 732 habitants en 2017.

## Démographie
| Groupe            | Geneseo | New York | États-Unis |
| ----------------- | ------- | -------- | ---------- |
| Blancs            | 88,8    | 66,8     | 72,4       |
| Asiatiques        | 5,3     | 7,3      | 4,8        |
| Métis             | 2,4     | 3,0      | 2,9        |
| Afro-Américains   | 2,3     | 15,9     | 12,6       |
| Autres            | 1,1     | 7,5      | 6,4        |
| Amérindiens       | 0,2     | 0,6      | 0,9        |
| Total             | 100     | 100      | 100        |
|                   |         |          |            |
| Latino-Américains | 3,9     | 17,6     | 16,7       |

## Source
- (en) Cet article est partiellement ou en totalité issu de l’article de Wikipédia en anglais intitulé « Geneseo, New York » (voir la liste des auteurs).

1. ↑  (en) « Geneseo, NY Population - Census 2010 and 2000 », sur censusviewer.com (consulté le 13 mars 2016).
2. ↑  (en) « Population of New York - Census 2010 and 2000 », sur censusviewer.com (consulté le 4 mars 2016).